# Anolis baracoae
Anolis baracoae är en ödleart som beskrevs av  Schwartz 1964. Anolis baracoae ingår i släktet anolisar, och familjen Polychrotidae. Inga underarter finns listade i Catalogue of Life.